# François Maistre
François Maistre [fʀãswa mɛstʀ] (* 14. Mai 1925 in Demigny, Saône-et-Loire, Frankreich; † 16. Mai 2016 in Sèvres) war ein französischer Schauspieler. Er ist der Vater von Cécile Maistre (* 1967), der nach der erneuten Heirat ihrer Mutter 1983 Stieftochter und späteren engen Mitarbeiterin von Claude Chabrol. Von 1960 bis zuletzt 2003 war er in mehr als 100 Film- und Fernsehproduktionen zu sehen.

## Filmografie (Auswahl)
- 1960: Paris gehört uns (Paris nous appartient)
- 1960: Liebesspiele (Les Jeux de l’amour)
- 1960: Die Spur führt nach Caracas (Le bal des espions)
- 1960: Wo bleibt die Moral, mein Herr? (Le farceur)
- 1961: Kaiserliche Hoheit (Napoléon II, l’aiglon)
- 1961: Galante Liebesgeschichten (Amours célèbres)
- 1964: Angélique (Angélique, Marquise des anges)
- 1965: Die unwürdige Greisin (La vieille dame indigne)
- 1965: OSS 117 – Pulverfaß Bahia (Furia à Bahia pour OSS 117)
- 1965: Angélique, 2. Teil (Merveilleuse Angélique)
- 1966: Das Geheimnis der weißen Masken (Les Compagnons de Jéhu)
- 1967: Belle de Jour – Schöne des Tages (Belle de jour)
- 1967, 1970: Allô Police (Fernsehserie, 1 Folge)
- 1967: Die 7 Masken des Judoka (Casse-tête chinois pour le judoka)
- 1968: Die Wölfin (La louve solitaire)
- 1969: Die Milchstraße (La Voie lactée)
- 1970: Der Fallschirmspringer (Le dernier saut)
- 1970: Der Zerstreute (Le distrait)
- 1972: Der diskrete Charme der Bourgeoisie (Le Charme discret de la bourgeoisie)
- 1973: Die Schlange (Le Serpent)
- 1974: Das Gespenst der Freiheit (Le Fantôme de la liberté)
- 1974–1978: Mit Rose und Revolver (Les Brigades du Tigre) (Fernsehserie, 24 Folgen)
- 1975: Die Unschuldigen mit den schmutzigen Händen (Les innocents aux mains sales)
- 1975: Sondertribunal – Jeder kämpft für sich allein (Section spéciale)
- 1975: Chronik der Jahre der Glut (Chronique des années de braise)
- 1978: Violette Nozière
- 1979: Kommissar Moulin (Commissaire Moulin) (Fernsehserie, 1 Folge)
- 1980: Achtung Zoll! (Fernsehserie, 1 Folge)
- 1981: Alles im Griff (Fais gaffe à la gaffe)
- 1982: Superbiester! ’Nen Freund zum Geburtstag (Une glace avec des boules)
- 1988: Eine Frauensache (Une affaire de femmes)
- 1991: Madame Bovary
- 2003: Die Blume des Bösen (La fleur du mal)

## Theaterregisseur
- 1962: Lulu von Frank Wedekind, Théâtre de l’Athénée, Paris